# جزيرة أومناك
جزيرة أومناك (بالإنجليزية: Umnak Island)‏ هي إحدى جزر فوكس ضمن الجزر الأليوتية الواقعة في بحر بيرنغ غرب ألاسكا في الولايات المتحدة الأمريكية.
تبلغ مساحتها 1776 كم مربع، وهي ثالث أكبر جزر أرخبيل أليوت، ورقم 19 ضمن أكبر جزر الولايات المتحدة الأمريكية.
يفصلها ممر أومناك عن جزيرة أونالاسكا.